# Zamek w Dover
Zamek w Dover (ang. Dover Castle) – XII-wieczny zamek w Dover, w południowo-wschodniej Anglii, położony na wzgórzu dominującym nad miastem i portem. Zamek ulokowany został na strategicznej pozycji, strzegącej najkrótszej drogi morskiej prowadzącej z Wielkiej Brytanii na kontynent.

## Historia

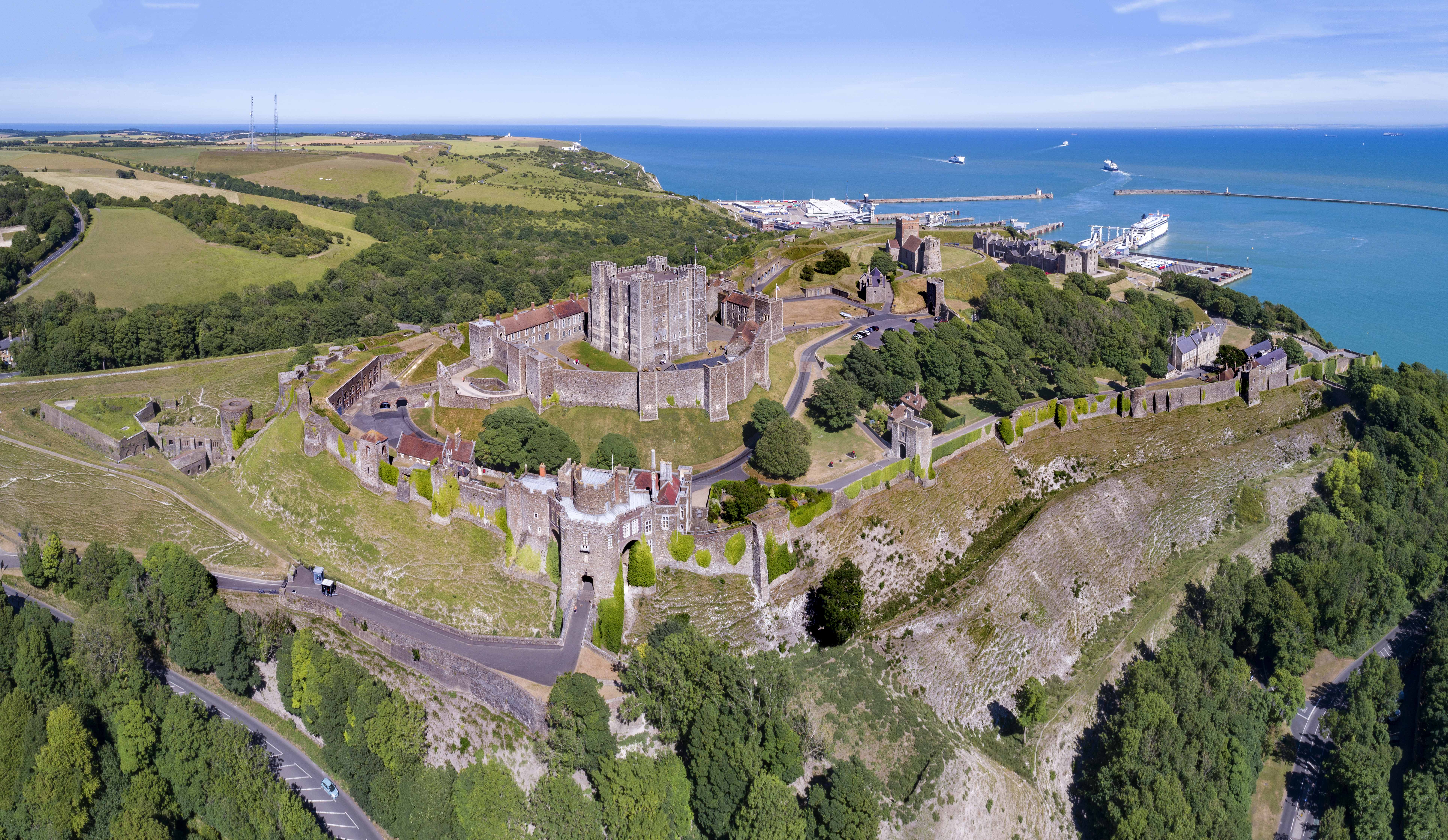
Zamek w Dover

Wzgórze zostało ufortyfikowane w epoce żelaza. Rzymianie wznieśli na nim latarnię, która przetrwała. Z czasów anglosaskich zachował się kościół St Mary in Castro, który stanowił prawdopodobnie część umocnionej osady saskiej. Po bitwie pod Hastings (1066) fortyfikacje na wzgórzu wzniósł Wilhelm Zdobywca. Współczesny kształt zamku powstał w drugiej połowie XII wieku, za Henryka II.
W czasach napoleońskich oraz podczas II wojny światowej miała miejsce intensywna rozbudowa podziemi. Zorganizowano w nich centrum dowodzenia, skąd kierowano ewakuacją Dunkierki (operacja „Dynamo”), oraz szpital polowy.
Do 1958 roku, nieprzerwanie przez dziewięć wieków, w zamku znajdował się garnizon.
Zamkiem zarządza organizacja English Heritage.